# Église Saint-François de Scutari
Pour les articles homonymes, voir Église Saint-François.
L'église Saint-François (albanais : Kisha e Shën Françeskut) ou église franciscaine de Scutari (albanais : Kisha Françeskane) est une église à Scutari, en Albanie.

## Historique
La paroisse du quartier de Gjudahol fut érigée en 1861 par l'évêque du diocèse de Shkodër, Luigj Çiurçisë. En 1902, une mission franciscaine de Shköder reçoit un décret du sultan Abdülhamid II lui permettant d'édifier une église dans la ville. La construction commence immédiatement, sur les plans d'un religieux architecte, frère Anselme, et de l'ingénieur français Augustin Briot; et s'achève en 1905. En janvier 1947, la Sigurimi, la police secrète albanaise, stocke des armes et des munitions dans l'église. Des prêtres franciscains, qui découvrent et s'offusquent de la manœuvre, sont arrêtés.
Lors de la Révolution Culturelle albanaise, l'église est désaffectée au culte. Elle rouvre en 1992 après la chute du régime.
Le clocher de l'église ainsi qu'un collatéral sont restaurées en 2007.
Le franciscain Bernardin Palaj est organiste de l'église de 1916 à 1946.
Gjergj Fishta, poète de langue albanaise et religieux franciscain, est enterré dans l'église.

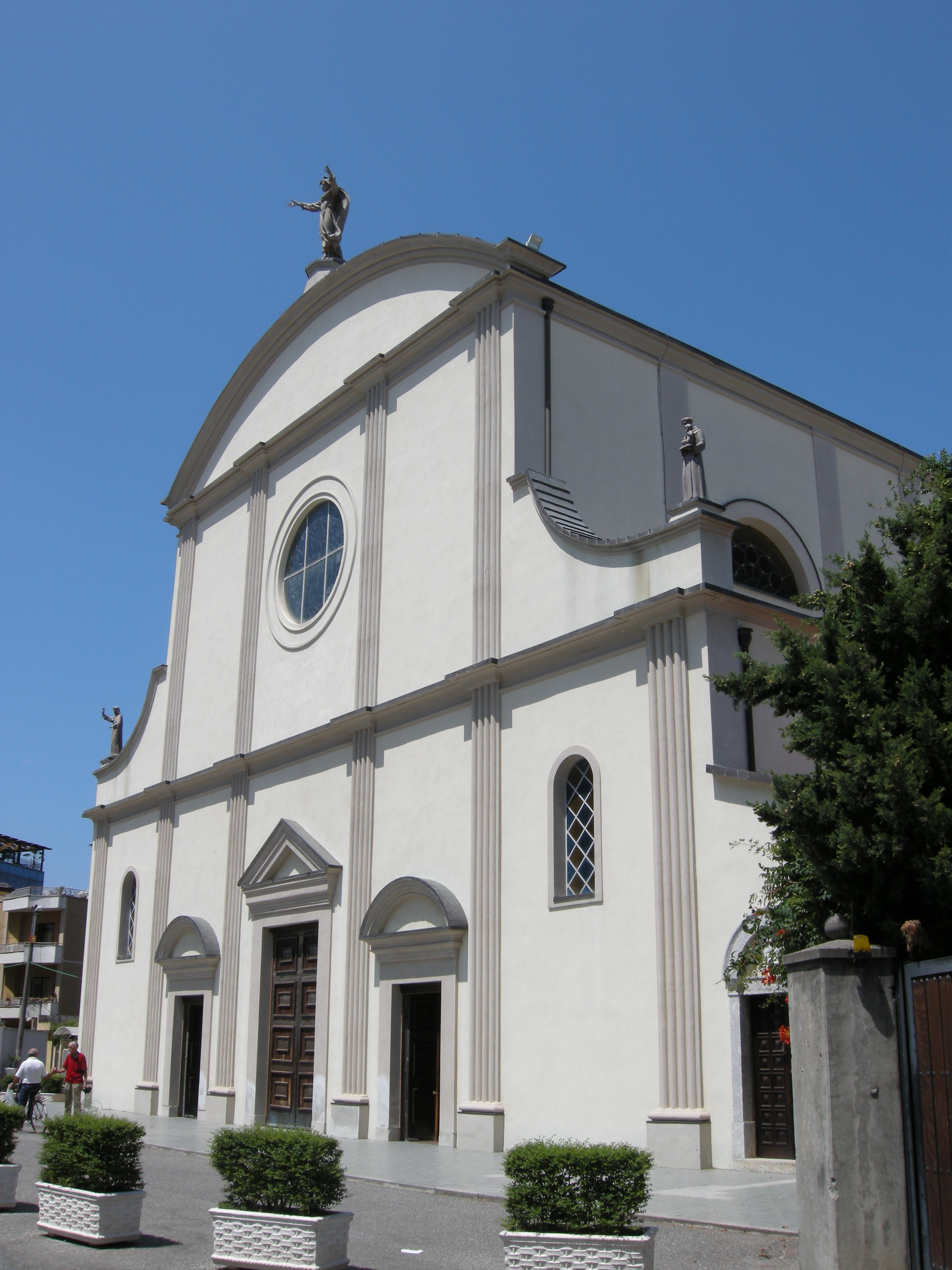
Façade de l'église
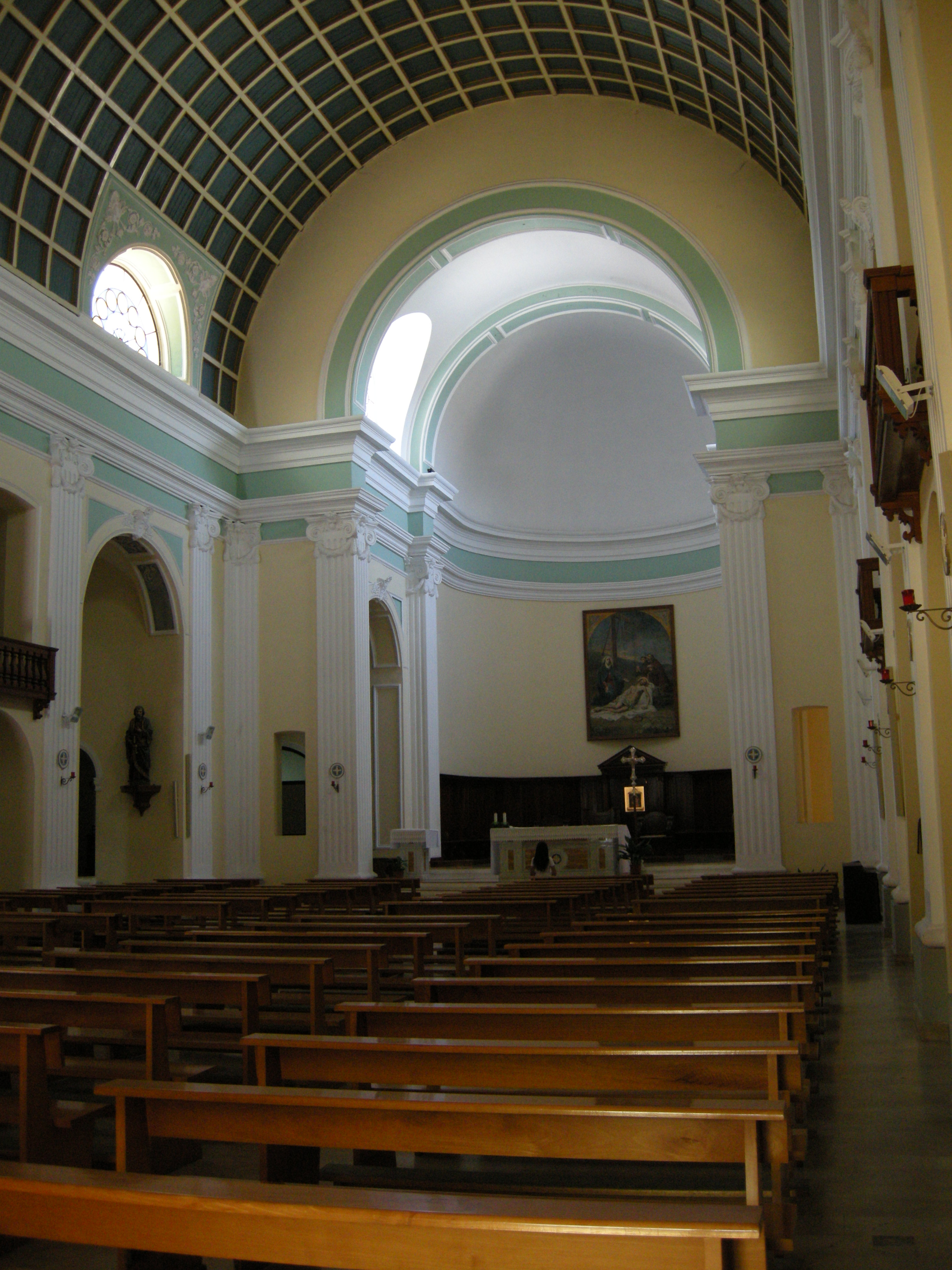
Intérieur de l'église
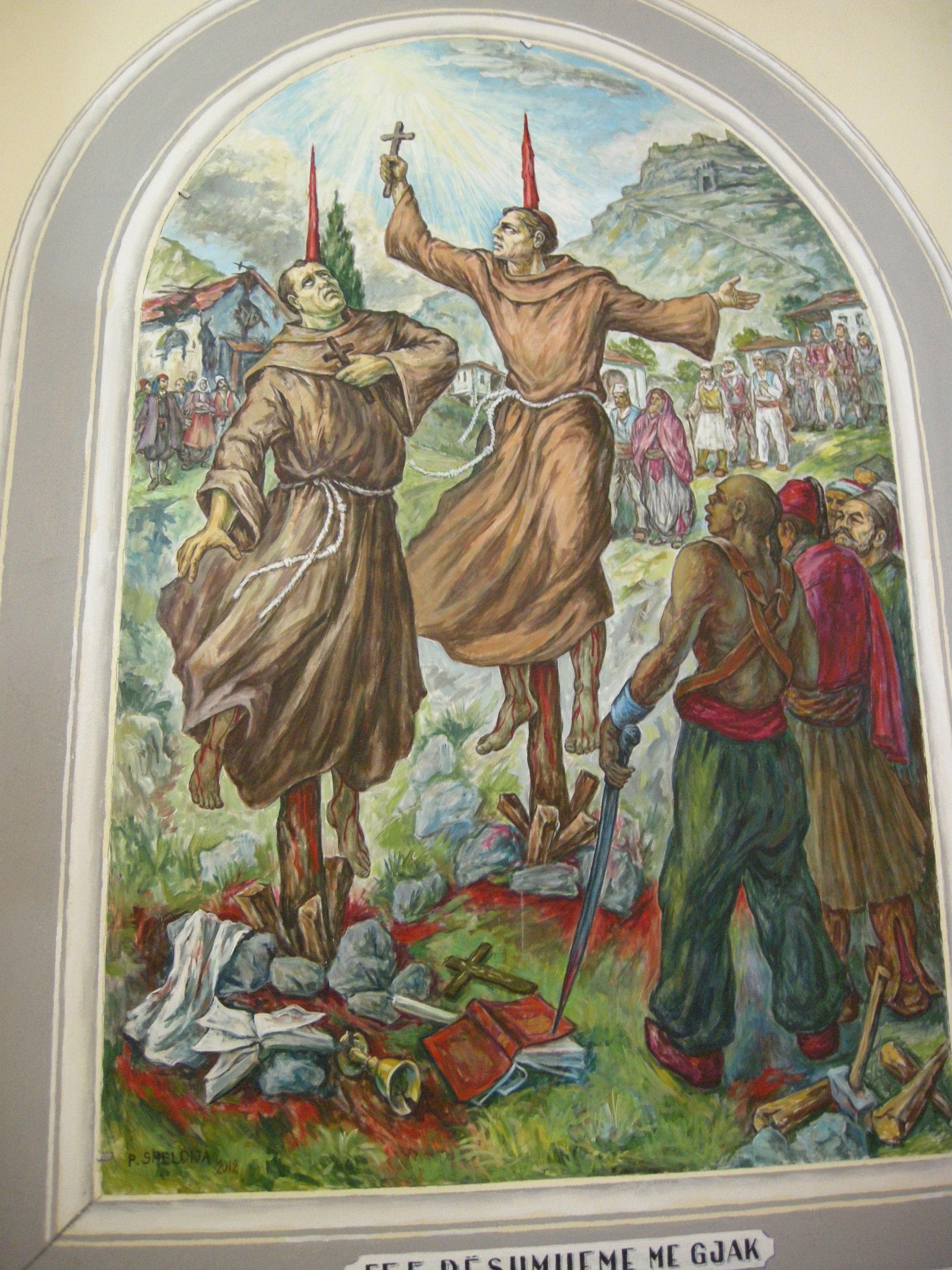
Fresque des martyrs franciscains d'Albanie dans le style réaliste socialiste